# Trimma cana
Trimma cana es una especie de peces de la familia de los Gobiidae en el orden de los Perciformes.

## Morfología
Los machos pueden llegar a alcanzar los 2,5 cm de longitud total.

## Hábitat
Es un pez de Mar y de clima tropical que vive hasta los 90-30 m de profundidad

## Distribución geográfica
Se encuentran en las Islas Filipinas, las Islas Carolinas, Fiyi, las Islas Marshall y República de Palau.

## Observaciones
Es inofensivo para los humanos.